# Daniela Mori
Daniela Pérez (Belgrano, ciudad de Buenos Aires, Argentina; 4 de octubre de 1965), más conocida artísticamente como Daniela, La Cantante , es una cantante, modelo, conductora, productora y actriz argentina que se hizo conocida por ser parte del las integrantes originales del conjunto Las Primas y por haber publicado el hit Amor sincero en el año 1998.

## Carrera artística
A la edad de trece años, transitó sus primeros pasos en el mundo del modelaje y dos años más tarde, logró obtener un contrato de exclusividad para la firma Calvin Klein, trabajando tanto en Latinoamérica como en Europa.
Comenzó su carrera artística como integrante fundadora del grupo Las Primas. Creado por Oscar Beis junto con Carlos Gallego, este conjunto estaba integrado por Daniela, junto a Mariana Colombatti, Josephina Stella y Liliana Barovero. Luego se incorporó Mónica Garimaldi. Debutó en TV junto a la agrupación en enero de 1986 en el programa Sábados de la bondad de Canal 9. Junto a esa agrupación sacaron canciones como Saca la mano de Antonio, Lo nene con lo nene, Tocame el piripipí y Dame una alegría.
Su tema Saca la mano Antonio tuvo un gran éxito comercial a tal punto que fue un incorporado a modo de parodia por Alberto Olmedo y Jorge Porcel en la película Rambito y Rambón, primera misión (1986), dirigida por Enrique Carreras. Con el grupo tuvo incursión en el cine en la película Los colimbas al ataque (1987) con Olmedo y Porcel.
En 1987, en el programa La noche del domingo conducido por Gerardo Sofovich, se despide del grupo para comenzar su carrera como solista. En su lugar fue reemplazada por Fabiola Alonso.

## La etapa solista

#### Primer trabajo discográfico: Daniela (1987)
En 1987 publicó su disco debut Daniela Esta placa fue grabada en los estudios ION, contó con los arreglos de Enrique Londaits y la  dirección artística de Richard Mochulske, siendo publicado por el sello EMI Odeon. Dos años después fue publicado como LP en México a través del sello IM discos y Cassette sello que por aquellos días publicaba al grupo Magneto y a Amanda Miguel.

#### Segundo trabajo discográfico: El Tiqui-Ta (1989)
En 1989 con el sello Microfon publicó su segundo disco El Tiqui-Ta que contó con los arreglos de Richard Mochulske y Juan Ramón. En esa placa aparece una de sus canciones más conocida que da título al disco. Además aparece El apagón, una canción que dos años más tarde publicó la cantante mexicana Yuri en su disco Soy libre.
En 1990 publicó un sencillo con la canción Loca por ti que llegó a México a través del sello IM discos y Cassettes.

#### Tercer trabajo discográfico: Daniela (1997)
En 1997 dio el salto internacional con su tercer trabajo discográfico Daniela. Fue publicado en Argentina, México y Brasil a través de Fonovisa y BMG. Grabado en los estudios Frango en São Paulo su primer sencillo fue Vermelho de Chico da Silva que fue adaptado por César Banana Pueyrredon y la propia Daniela. A partir de este disco su nombre artístico es Daniela la cantante. 

#### Cuarto trabajo discográfico: Un amor así (1998)
En 1998 publicó su cuarto trabajo discográfico Un amor asi. Grabado en los Estudios ION es publicado por Polygram bajo la licencia de Fonovisa. De esta placa se desprende su hit Amor sincero que se conoce popularmente como Endúlzame que soy café. Con este disco logró el disco de oro y de platino.

#### Quinto trabajo discográfico: Sensual (2001)
En 2001 publicó su quinto trabajo discográfico Sensual con el sello discográfico Fonovisa. Grabado en Star Music Recording, Miami, Florida, Estados Unidos esta placa cuenta con una edición en Grecia del año 2003 que fue publicada por el sello Legen Recordings.
En 2003, Daniela se radicó en Miami, donde integró una de las ediciones de la Revista Playboy mientras que Fonovisa, su compañía discográfica, la conectó con el cantante Marco Antonio Solís, a quien teloneó en varios shows. Lo mismo ocurrió en los conciertos de David Bisbal y de Mark Anthony. En 2010 presenta el tema El rey del chocolate en honor a Ricardo Fort.
Como conductora condujo el programa Que hacemos cuando los hombres no están, un magazín con toques humorísticos, orientado al público femenino.
En el 2019 sufrió un desmayo frente a cámaras en una entrevista en Intrusos conducido por Jorge Rial. Fue internada de urgencia en el Hospital Fernández donde se le diagnosticó un Ataque isquémico transitorio (AIT).
En 2023 estrenó en las plataformas digitales una versión de Amor sincero en bachata.

## Vida privada
Estuvo comprometida hasta el 2019 con el economista, político y actual presidente de la República Argentina Javier Milei. En 2019 contó a los medios que una de sus hijas padecía cáncer de colon, enfermedad que pudo superar.
Tiene 2 hijas llamada Daniela y Linda.
Los medios le adjudican romances con Raúl Alfonsín y los deportistas Norberto Alonso y Alejandro Romano.

## Filmografía
- 1991: Lola la trailera III[24]
- 1987: Los colimbas al ataque.

## Apariciones en televisión
- 2021: Bienvenidos a bordo
- 2020: Cantando por un sueño (Argentina)
- 2019: ¿Quién quiere ser millonario?
- 2019: Intrusos en el espectáculo.
- 2019: Confrontados
- 2018: Involucrados
- 2018: Crónicas delirio
- 2018: La tribuna de Guido.
- 2018: Pampita Online.
- 2018: Quedate con Georgina.
- 2017: Combate Evolución
- 2017: Nunca es tarde.
- 2010: Que hacemos cuando los hombres no están.
- 1999: Muñeca brava (Cameo).
- 1987: Las mil y una de Sapag.

## Discografía
- 2011: En la pista (con King África)
- 2009: Cara Bonita
- 2001: Sensual
- 1998: Un amor así
- 1997: Daniela
- 1991: De fiesta (con Las Primas)
- 1989: Tic -Tac
- 1988: Somos terribles (con Las Primas)
- 1987: Daniela
- 1986: Dame una alegría (con Las Primas)
- 1985: Las Primas (con Las Primas)

## Temas interpretados
- Es simplemente amor
- El tiqui ta
- Mi cucu
- Amor sincero (Endúlzame que soy café)
- Loca por tí
- Corazon, mi corazón
- Lollipop
- De carne y hueso
- Papi dame unos australes
- No quiero ser más tu amiga
- Dicen que no es para mí
- Vermelho
- Ruega por el buey
- A divagar
- El rey del chocolate
- Un amor así
- Ya basta de seguir mintiendo
- Carita bonita
- Bomba tántrica
- Tutu (reversión del tema de Camilo)
- Living in The Night